# Buchotrigoniidae
Buchotrigoniidae zijn een uitgestorven familie van tweekleppigen uit de orde Trigonioida.

## Taxonomie
De volgende geslachten zijn bij de familie ingedeeld:
- † Buchotrigonia Dietrich, 1938
- † Neobuchotrigonia Pérez & Reyes, 1996
- † Syrotrigonia Cox, 1952